# العلاقات الجيبوتية الهايتية
العلاقات الجيبوتية الهايتية هي العلاقات الثنائية التي تجمع بين جيبوتي وهايتي.

## مقارنة بين البلدين
هذه مقارنة عامة ومرجعية للدولتين:
| وجه المقارنة                                              | جيبوتي                    | هايتي                                |
| --------------------------------------------------------- | ------------------------- | ------------------------------------ |
| المساحة (كم2)                                             | 23.20 ألف                 | 27.75 ألف                            |
| عدد السكان (نسمة)                                         | 956.99 ألف                | 10.98 مليون                          |
| الكثافة السكانية (ن./كم²)                                 | 41.25                     | 395.68                               |
| العاصمة                                                   | جيبوتي                    | بورت أو برانس                        |
| اللغة الرسمية                                             | لغة فرنسية، اللغة العربية | لغة فرنسية، اللغة الكريولية الهايتية |
| العملة                                                    | فرنك جيبوتي               | جوردة هايتية                         |
| الناتج المحلي الإجمالي (بليون دولار)                      | 1.84 مليار                | 8.41 مليار                           |
| الناتج المحلي الإجمالي (تعادل القوة الشرائية) بليون دولار | 3.10 مليار                | 18.82 مليار                          |
| الناتج المحلي الإجمالي الاسمي للفرد دولار أمريكي          | 1.95 ألف                  | 818                                  |
| الناتج المحلي الإجمالي للفرد دولار أمريكي                 | 3.27 ألف                  | 1.73 ألف                             |
| مؤشر التنمية البشرية                                      | 0.470                     | 0.483                                |
| رمز المكالمات الدولي                                      | +253                      | +509                                 |
| رمز الإنترنت                                              | .dj                       | .ht                                  |
| المنطقة الزمنية                                           | ت ع م+03:00               | 00                                   |

## منظمات دولية مشتركة
يشترك البلدان في عضوية مجموعة من المنظمات الدولية، منها:
| علم المنظمة | اسم المنظمة                                 | تاريخ انضمام جيبوتي | تاريخ انضمام هايتي |
| ----------- | ------------------------------------------- | ------------------- | ------------------ |
|             | منظمة الشرطة الجنائية الدولية               | ?                   | ?                  |
|             | منظمة التجارة العالمية                      | ?                   | ?                  |
|             | البنك الدولي للإنشاء والتعمير               | 1 أكتوبر 1980       | 8 سبتمبر 1953      |
|             | منظمة حظر الأسلحة الكيميائية                | ?                   | ?                  |
|             | مؤسسة التنمية الدولية                       | 1 أكتوبر 1980       | 13 يونيو 1961      |
|             | الأمم المتحدة                               | 20 سبتمبر 1977      | 24 أكتوبر 1945     |
|             | يونسكو                                      | 31 أغسطس 1989       | 18 نوفمبر 1946     |
|             | الاتحاد البريدي العالمي                     | ?                   | ?                  |
|             | مؤسسة التمويل الدولية                       | 1 أكتوبر 1980       | 20 يوليو 1956      |
|             | مجموعة دول أفريقيا والكاريبي والمحيط الهادئ | ?                   | ?                  |
|             | الاتحاد الدولي للاتصالات                    | 22 نوفمبر 1977      | 10 أكتوبر 1927     |
|             | وكالة ضمان الاستثمار متعدد الأطراف          | 12 يناير 2007       | 11 ديسمبر 1996     |

## وصلات خارجية
- موقع وزارة الخارجية الهايتية